# Leonid Schaposchnikow
Leonid Schaposchnikow (* 1950) ist ein sowjetischer Boxer. Er wurde 1977 Europameister im Mittelgewicht.

## Werdegang
Leonid Schaposchnikow stammt aus Irkutsk in Sibirien. Er begann dort als Jugendlicher mit dem Boxen und wurde im Jahre 1970 sowjetischer Juniorenmeister (U 20) im Halbmittelgewicht. Er trat in die Rote Armee ein und wurde Mitglied eines Armee-Sportklubs in Lwow.
1973 erreichte er bei der sowjetischen Meisterschaft das Finale im Halbmittelgewicht, konnte in diesem aber wegen einer Verletzung gegen Alexander Schipilow nicht antreten. Bei dem kurz danach stattfindenden Europameisterschafts-Ausscheidungsturnier in Lwow besiegte er dann im Endkampf Alexander Schipilow nach Punkten. Bei der Europameisterschaft 1973 wurde er aber nicht eingesetzt. 1974 wurde er dann mit einem Punktsieg im Finale über Wiktor Kurischko erstmals sowjetischer Meister im Halbmittelgewicht. Im gleichen Jahr siegte er in Sofia bei der 11. Meisterschaft der Armeen der Warschauer-Pakt-Staaten (SKDA-Meisterschaft) im Mittelgewicht im Finale über Alexander Schipilow nach Punkten.
Bei der sowjetischen Meisterschaft 1975 verlor Leonid Schaposchnikow im Halbmittelgewicht bereits im Achtelfinale gegen Tjuljugasi Tursenkajew, einem Kasachen, womit er nur den 9. Platz belegte. Er kam aber trotzdem bei der 12. SKDA-Meisterschaft in Pjöngjang im Mittelgewicht zum Einsatz, verlor dort aber den Endkampf gegen Chang Bon Mun aus Nordkorea nach Punkten. 1976 verlor er bei der sowjetischen Meisterschaft im Halbmittelgewicht im Halbfinale gegen Alexander Schurawljew nach Punkten und bekam keine Chance, sich für die Olympischen Spiele zu qualifizieren.
1977 gewann Leonid Schaposchnikow seinen zweiten sowjetischen Meistertitel. Im Mittelgewicht besiegte er dabei im Halbfinale Wladimir Schin und im Finale Anatoli Klimanow nach Punkten. Er wurde daraufhin auch bei der Europameisterschaft in Halle (Saale)) eingesetzt. Er besiegte dort Manfred Jassmann, Bundesrepublik Deutschland (5:0) und Slobodan Kačar, Jugoslawien (3:2) nach Punkten, den Bulgaren Ilja Angelow durch K. o. in der 2. Runde und im Endkampf Bernd Wittenburg aus der DDR nach Punkten (5:0) und wurde damit Europameister. Drei Monate später siegte er bei der 13. SKDA-Meisterschaft in Havanna im Mittelgewicht im Finale über seinen sowjetischen Mannschaftsgefährten Wladimir Schin nach Punkten.
Über den gleichen Boxer siegte er dann auch im Endkampf der sowjetischen Meisterschaft 1978. Bei der Weltmeisterschaft 1978 in Belgrad galt er dann als Mitfavorit. Er wurde dieser Einschätzung zunächst auch gerecht, in dem er die starken Valentin Silaghi, Rumänien (5:0) und Janusz Gortat aus Polen durch Abbruch in der 2. Runde besiegte. Dann traf er jedoch im Viertelfinale auf Slobodan Kacar, der, unterstützt vom fanatischen jugoslawischen Publikum zu einem knappen 3:2-Punktsieg über Leonid Schaposchnikow kam. Dieser blieb damit mit dem 5. Platz ohne Medaille.
Ende 1978 beendete Leonid Schaposchnikow seine Karriere.

## Internationale Erfolge
| Jahr | Platz | Wettbewerb                                                | Gewichtsklasse | Ergebnis |
| ---- | ----- | --------------------------------------------------------- | -------------- | --- |
| 1970 | 1.    | Intern. Junioren-Turnier in Vidin/Bulgarien               | Halbmittel     | nach einem Punktsieg im Finale über Ilie, Rumänien |
| 1974 | 1.    | Intern. Turnier um den „Schwarzen Diamanten“ in Kattowitz | Halbmittel     | nach einem Punktsieg im Finale über Wieslaw Niemkiewicz, Polen |
| 1974 | 1.    | 11. SKDA-Meisterschaft in Sofia                           | Mittel         | nach einem Punktsieg im Finale über Alexander Schipilow, UdSSR |
| 1975 | 2.    | 12. SKDA-Meisterschaft in Pjöngjang                       | Mittel         | nach einer Punktniederlage im Finale gegen Chang Ban Mun, Nordkorea |
| 1977 | 1.    | EM in Halle (Saale)                                       | Mittel         | nach Punktsiegen über Manfred Jassmann, BRD (5:0) und Slobodan Kačar, Jugoslawien (3:2), einem KO-Sieg in der 2. Runde über Ilja Angelow, Bulgarien und einem Punktsieg über Bernd Wittenburg, DDR (5:0) |
| 1977 | 1.    | 13. SKDA-Meisterschaften in Havanna                       | Mittel         | nach einem Punktsieg im Finale über Wladimir Schin, UdSSR |
| 1978 | 5.    | WM in Belgrad                                             | Mittel         | nach einem Punktsieg über Valentin Silaghi, Rumänien (5:0), einem Abbruch-Sieg in der 2. Runde über Janusz Gortat, Polen und einer Punktniederlage gegen Slobodan Kacar (2:3)                            |
| 1978 | 1.    | Intern. Turnier der Zeitung „Volksstimme“ in Wien         | Mittel         | nach einem KO-Sieg in der 2. Runde im Finale über Wieslaw Niemkiewicz |

## Länderkämpfe
| Jahr | Ort       | Begegnung       | Gewichtsklasse | Ergebnis                                         |
| ---- | --------- | --------------- | -------------- | ------------------------------------------------ |
| 1974 | Moskau    | UdSSR gegen USA | Halbmittel     | Punktsieg über John Mills                        |
| 1975 | Las Vegas | USA gegen UdSSR | Halbmittel     | Punktsieg über Jerome Bennett                    |
| 1975 | St. Louis | USA gegen UdSSR | Halbmittel     | Abbruch-Sieg in der 3. Runde über William Tuttle |
| 1975 | New York  | USA gegen UdSSR | Halbmittel     | Abbruch-Sieg in der 3. Runde über Henry Bunch    |
| 1978 | Moskau    | UdSSr gegen USA | Mittel         | Punktsieg über Jeff McCracken                    |

## Meisterschaften der Sowjetunion
| Jahr | Platz | Gewichtsklasse | Ergebnis                                                                                     |
| ---- | ----- | -------------- | -------------------------------------------------------------------------------------------- |
| 1970 | 1.    | Halbmittel     | Anm.: Juniorenmeisterschaft (U 20)                                                           |
| 1973 | 2.    | Halbmittel     | nach kampfloser Niederlage (Verletzung) im Finale gegen Alexander Schipilow                  |
| 1974 | 1.    | Halbmittel     | nach Punktsieg im Finale über Wiktor Kurischko                                               |
| 1975 | 9.    | Halbmittel     | nach einer Punktniederlage im Achtelfinale gegen Tjuljugasi Tursenkajew (2:3)                |
| 1976 | 3.    | Halbmittel     | nach einer Punktniederlage im Halbfinale gegen Alexander Schurawljew                         |
| 1977 | 1.    | Mittel         | nach einem Punktsiegen im Halbfinale über Wladimir Schin und im Finale über Anatoli Klimanow |
| 1978 | 1.    | Mittel         | nach einem Punktsieg im Finale über Wladimir Schin                                           |

## Erläuterungen
- WM = Weltmeisterschaft, EM = Europameisterschaft
- Halbmittelgewicht, Gewichtsklasse bis 71 kg, Mittelgewicht, bis 75 kg Körpergewicht